# Jean-Marie Aubin
Jean-Marie Aubin SM (ur. 29 grudnia 1882 w Châteaubriant, zm. 28 sierpnia 1967) – francuski duchowny rzymskokatolicki, marista, misjonarz, wikariusz apostolski Południowych Wysp Salomona.

## Życiorys
Jean-Marie Aubin urodził się 29 grudnia 1882 w Châteaubriant we Francji. 29 czerwca 1906 otrzymał święcenia prezbiteriatu i został kapłanem Towarzystwa Maryi (marystów).
8 kwietnia 1935 papież Pius XI mianował go wikariuszem apostolskim Południowych Wysp Salomona oraz biskupem tytularnym Antiphellusu. 20 października 1935 przyjął sakrę biskupią z rąk arcybiskupa Wellington Thomasa O’Shea SM. Współkonsekratorami byli biskup Christchurch Matthew Joseph Brodie oraz biskup Dunedinu James Whyte.
W 1958 zrezygnował z wikariatu i przeszedł na emeryturę. Nie wziął udziału w soborze watykańskim II. Zmarł 28 sierpnia 1967.